# Muskelkraft

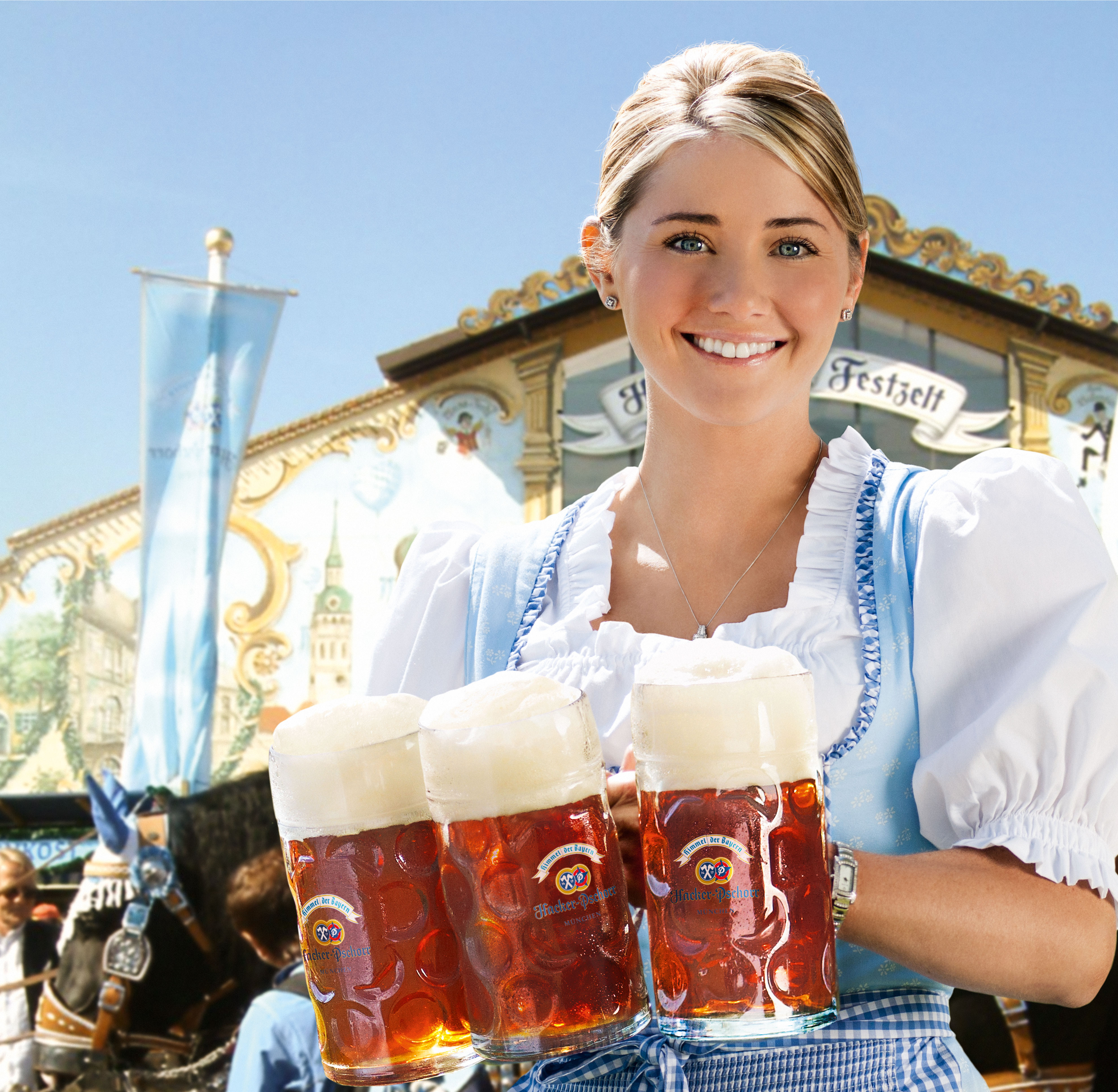
Gleichgewicht von muskulärer Haltekraft und Schwerkraft

Muskelkraft ist eine Form der physikalisch definierten Größe Kraft, die durch Muskelkontraktion von Skelettmuskeln aufgebracht wird. Sie spielt unter anderem in der Mechanik eine Rolle, wenn sie zusammen mit anderen Kräften einen Körper im Gleichgewicht hält. Zum Beispiel setzt bei einem in der Hand gehaltenen Gegenstand die Hand zusammen mit dem Arm der Gewichtskraft des Gegenstands eine Muskelkraft entgegen, so dass der Gegenstand im Gleichgewicht (in Ruhe) bleibt.
Umgangssprachlich wird unter Muskelkraft auch die freiwerdende Bewegungsenergie (als Muskelleistung über ein gewisses Zeitintervall, was eine erneuerbare Energiequelle darstellt) als auch deren Umwandlung beim Verrichten von mechanischer Arbeit in Arbeitsmaschinen verstanden. Hierbei spricht man dann auch von einem Muskelkraftantrieb (engl. human powered, sofern man sich auf den Menschen beschränkt). Neben menschlicher Muskelkraft wurden vor der Mechanisierung im Rahmen der industriellen Revolution insbesondere Nutztiere für die Erbringung von Muskelarbeit eingesetzt.

## Anwendung

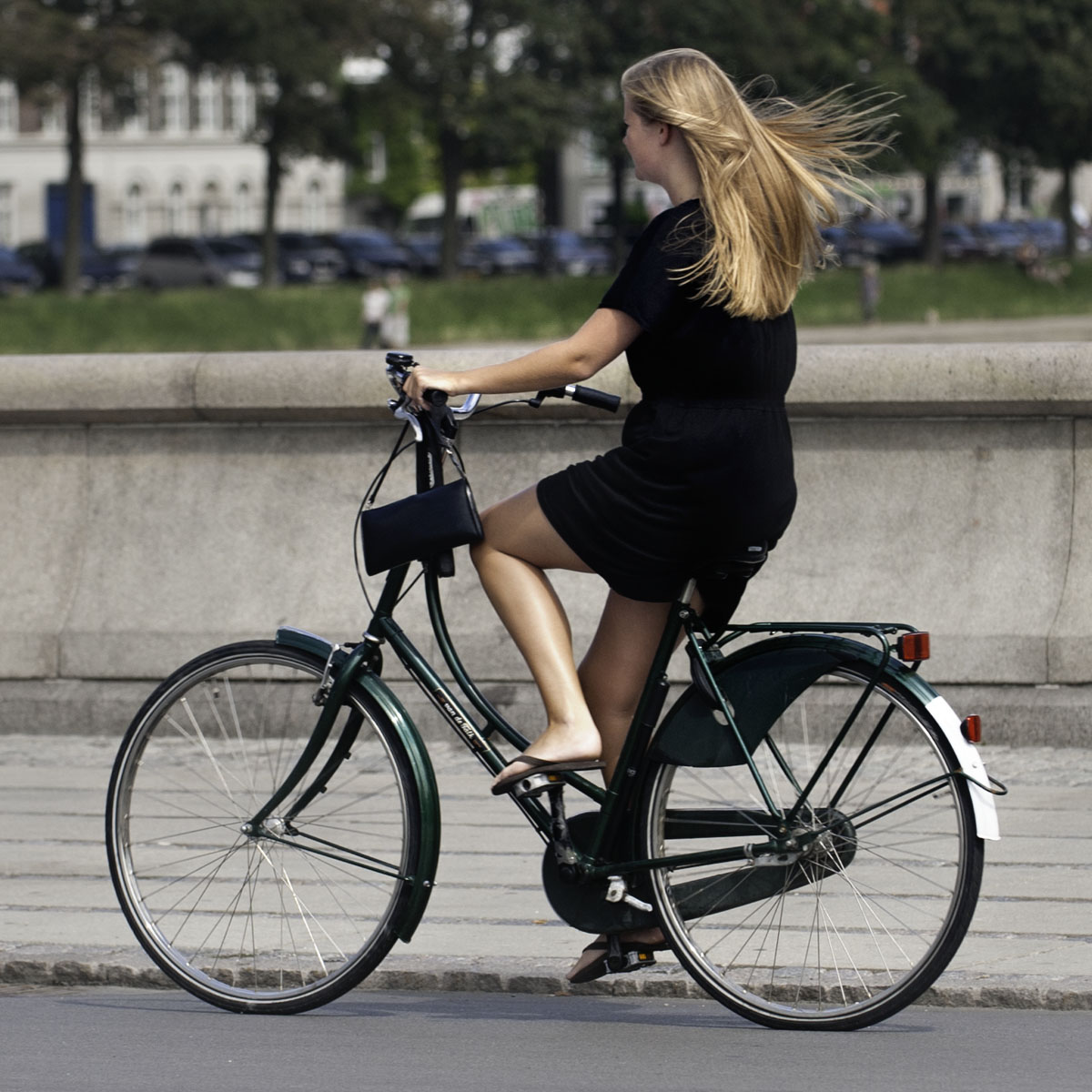
Radfahren: Fortbewegung mit Muskelkraft

Muskelkraft wird entweder direkt – etwa beim Laufen – oder in Muskelkraftmaschinen wie dem Fahrrad eingesetzt. Ihre Anwendung ist mit körperlicher Aktivität bis hin zur Schwerarbeit verbunden.
Wichtige Beispiele sind:
- Gehen
- Treideln
- Zugtier
- Tragtier
- Fahrrad
- Tretmühle
- Göpel
- Ruderboot
- Manuelle Kleingeräte

Muskelkraft spielt außerdem in den meisten sportlichen Disziplinen eine wesentliche Rolle.